# Sen (poemat)
Sen (oryg. ukr. Сон) – poemat Tarasa Szewczenki zawarty w zbiorze Trzy lata. Nieopublikowany drukiem za życia autora, został ukończony 8 sierpnia 1844. 

## Okoliczności powstania utworu
Po 1843 Taras Szewczenko, zniechęcony nieprzychylnymi recenzjami części krytyków oraz problemami z cenzurą carską zaprzestał publikacji drukiem swoich utworów. Postanowił ograniczyć się do zbierania ich we wspólnym albumie i odczytywania w gronie zaufanych osób. Albumowi temu nadał tytuł Trzy lata. W powstałym w ten sposób tomie znalazły się zarówno utwory liryczne, jak i wiersze o tematyce politycznej i społecznej, z których pierwszym jest Sen z podtytułem Komedia. 

## Treść

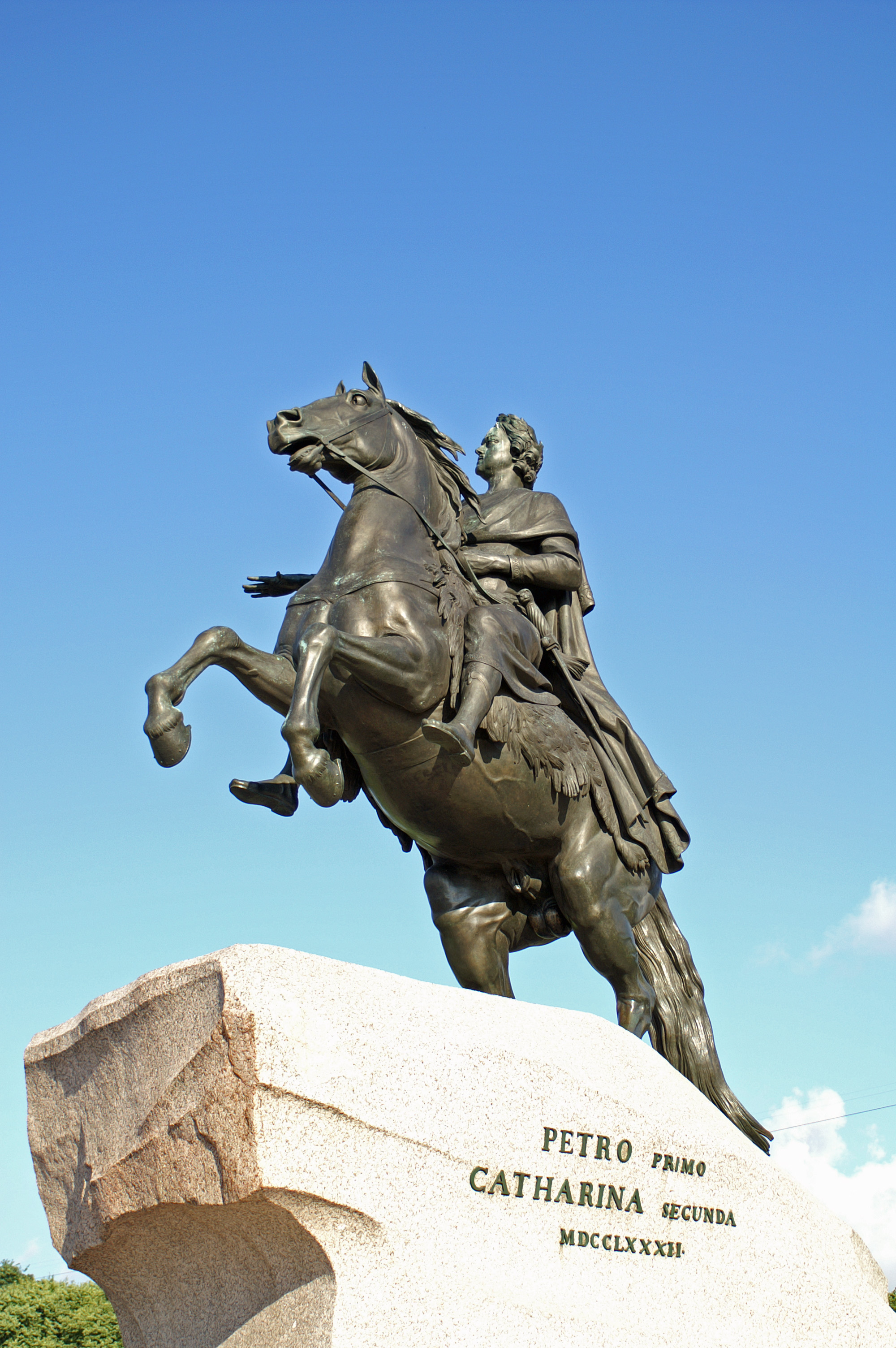
Pomnik Piotra Wielkiego w Petersburgu staje się dla bohatera Snu symbolem rosyjskiej dominacji nad Ukrainą

Dzieło rozpoczyna motto zaczerpnięte z Ewangelii według św. Jana Ducha prawdy, którego świat przyjąć nie może; bo go nie widzi, ani go zna. Następnie podmiot liryczny, poeta, przechodzi do opisu współczesnego mu społeczeństwa i stosunków międzyludzkich, które ukazuje w sposób bardzo pesymistyczny: ludzie nienawidzą się wzajemnie, szukają okazji do szybkiego wzbogacenia się, udają przywiązanie do religii i ojczyzny. Poeta stwierdza, że taka refleksja przyszła mu do głowy, gdy pijany wracał z nocnej zabawy. Po powrocie do domu natychmiast zasnął. 
W dalszej części poematu podmiot liryczny przedstawia treść swojego snu, w którym wzniósł się nad ziemię i zaczął lecieć w chmurach. Najpierw udał się ponad Ukrainę, którą nazywa "nieszczęśliwą wdową". Początkowo jest zachwycony krajobrazem: widzi drzewa, stepy i pola. Następnie zwraca jednak uwagę na los mieszkańców Ukrainy - ciężko pracujących chłopów pańszczyźnianych, mężczyzn przymusowo wcielanych do wojska, dziewczyny uwiedzionej i porzuconej z dzieckiem przez szlachcica. Widok ten skłania go do dramatycznego zwrotu do Boga - pytań o to, czy widzi los Ukrainy i czy długo jeszcze będzie on trwał. Brak odpowiedzi składnia go do bluźnierstwa, podważenia ponadczasowej sprawiedliwości przychodzącej od Boga i wezwania do podjęcia walki o wolność. Wreszcie obserwacja losu ojczyzny staje się wreszcie za trudna dla podmiotu, który odlatuje dalej, ponad ziemie rosyjskie. 
Najpierw udaje się nad Syberię, gdzie widzi pochód katorżników, których początkowo bierze za zmarłych udających się na Sąd Ostateczny. Wśród zakutych w łańcuchy więźniów obserwuje zarówno mordercę i zbója, jak i "króla wolności" - skazanego na zesłanie działacza niepodległościowego. Lecąc dalej na zachód widzi miasta, cerkwie, ale i wszechobecne wojsko, wciąż odbywające ćwiczenia. Wreszcie dociera do Petersburga. Zachwyca się jego ogromem, pyta zauważonych ludzi o przyczynę zbierania się radosnego tłumu. Z powodu odezwania się do nich w języku ukraińskim zostaje szyderczo nazwany chachłem; dowiaduje się, że w Petersburgu ma odbyć się parada z udziałem cara i carycy. W tłumie spotyka dworzanina carskiego, który przyznaje się do ukraińskiego pochodzenia. Dziwi się patriotycznemu nastawieniu podmiotu, zachęca go do wejścia na dwór. Poeta z oburzeniem odrzuca jednak tę propozycję. 
Oczom zebranych ukazują się wreszcie car i caryca. Car Mikołaj I okazuje się być surowy i bezwzględny: bez wyraźnego powodu uderza najwyższego z dostojników w twarz na oczach tłumu. Z kolei caryca Aleksandra Fiodorowna, o której niezwykłej urodzie podmiot czytał w wierszach, okazuje się być wyjątkowo brzydka. Dworzanie tłoczą się wokół pary carskiej, prześcigając się w dowodach wierności i służalstwa. Obrzydzony tym widokiem poeta liryczny postanawia przyjrzeć się miastu. Wspomina o okolicznościach budowy Petersburga, która kosztowała życie wielu robotników, po czym widzi pomnik Piotra Wielkiego wzniesiony przez Katarzynę II. Widok ten ponownie wywołuje u niego wspomnienia podboju ziem ukraińskich przez Rosję. W powietrzu słyszy lament tymczasowego hetmana Ukrainy Pawła Połubotka, zmarłego w Twierdzy Pietropawłowskiej w 1724, który przeklina cara za zniszczenie Kozaczyzny. 
Tymczasem noc się kończy, zaczyna się dzień. Poeta obserwuje mieszkańców miasta wracających do pracy, żołnierzy, którzy ponownie zaczynają ćwiczenia. Następnie udaje się do pałacu. Tam, na widok cara wszyscy dworzanie padają na ziemię, po czym posłusznie rozchodzą się na jego rozkaz. Mikołaj I zostaje sam - nie będąc otoczonym tłumem dworaków, traci całą potęgę. Żałosny wygląd samowładcy sprawia, że poeta wybucha śmiechem, na co car odpowiada ogłuszającym krzykiem, który - jak twierdzi podmiot liryczny - obudził go ze snu. Całość kończy się apostrofą do "drogich braci" i prośbą o przebaczenie za przedstawienie tak fantastycznej opowieści, która jednak - jak poeta podkreśla raz jeszcze - nie jest wymyślona.

## Wymowa utworu

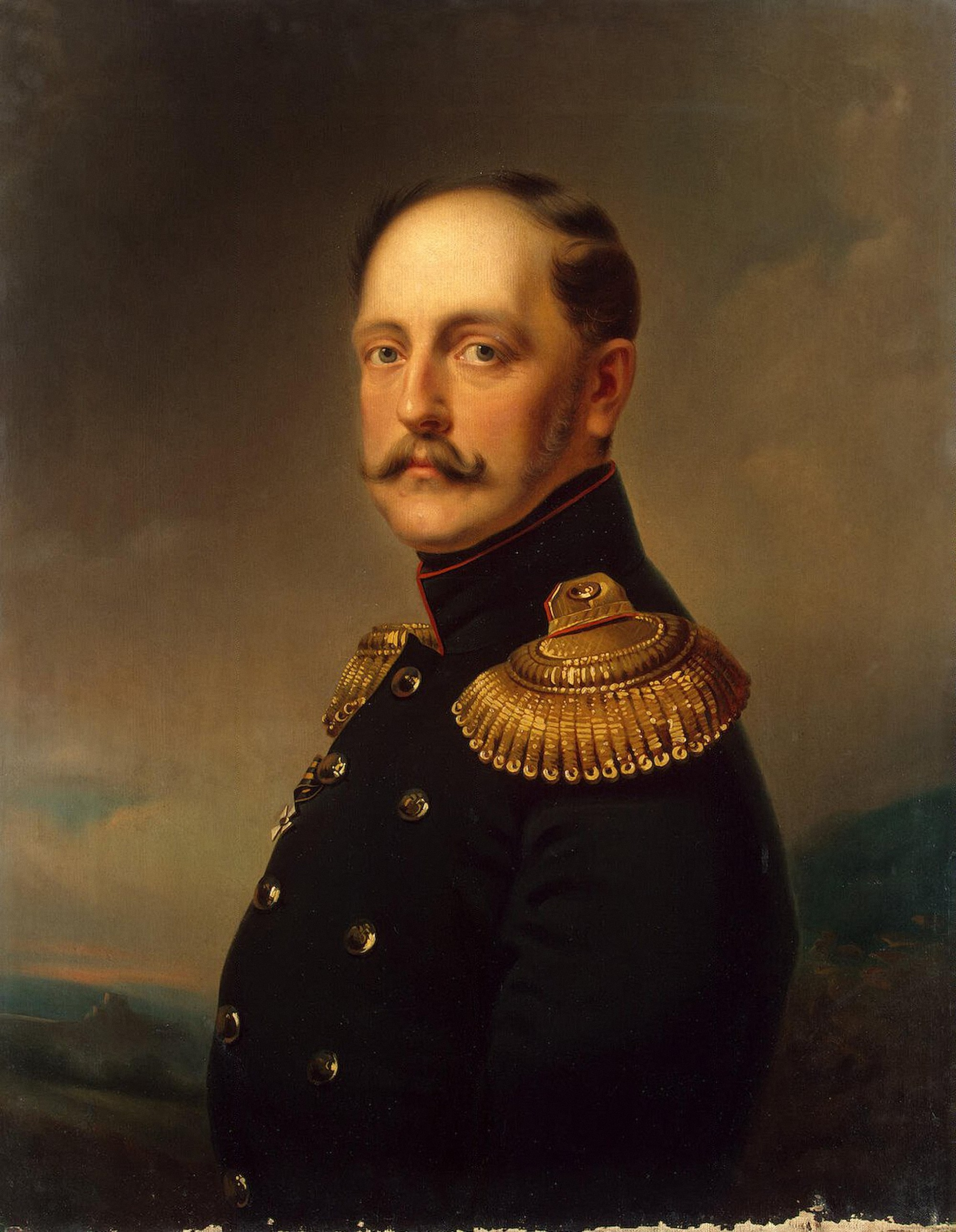
Mikołaj I

Sen jest utworem zaangażowanym politycznie, stanowiącym ostrą krytykę rosyjskiego samowładztwa i oskarżenie caratu o wyrządzenie ogromnych krzywd Ukrainie, ale również i własnemu społeczeństwu. Sam Mikołaj I i jego otoczenie zostało ukazane w sposób satyryczny. Car i jego małżonka są postaciami karykaturalnie brzydkimi, samowładca stale emanuje pychą i gniewem. Symboliczny wydźwięk ma scena kończącego paradę policzka wymierzonego przez cara najwyższemu rangą dworzaninowi, który następnie oddaje cios niższemu od siebie rangą, ten zaś następnemu. System samowładztwa zostaje ukazany jako bezsensownie brutalny i dziki, oparty na carskiej samowoli, która nie ma żadnych granic. Równocześnie potęga cara trwa tylko do momentu, dopóki znajduje się on w otoczeniu posłusznych dworaków. Kiedy ci rozchodzą się do swoich zajęć i Mikołaj I zostaje sam, traci pozory wszechmocy - dotąd porównywany do niedźwiedzia, teraz zostaje zestawiony z bezbronnym małym kotkiem. Szczególnej krytyce Sen poddaje tych Ukraińców, którzy dla kariery na dworze carskim wyparli się swoich korzeni. Zostają oni porównani do pijawek, zaś poeta wzywa Ukrainę, by opłakiwała swoje dzieci, które w ten sposób ją zdradziły.

## Forma
Sen został napisany zgodnie z poetyką romantyzmu. Największa jego część napisana jest czternastozgłoskowcem, co tworzy nawiązanie do ukraińskich pieśni ludowych, krótsze fragmenty - dwunasto- i jedenastozgłoskowcem. Zmienia się również styl utworu, który w niektórych partiach ma charakter patetycznego wezwania do buntu lub protestu przeciw losowi Ukrainy, w innych przybiera bardziej liryczny ton (opis ukraińskiego pejzażu) lub też zbliża się do konwencji satyry. Stale obecne są jednak nawiązania do poezji ludowej, głównie poprzez dobór słownictwa (caryca jako biedaczka i car nieborak) i przyjęcie w części opisującej Petersburg punktu widzenia ukraińskiego chłopa ogarniętego nienawiścią dla uciskającego go systemu. Zwiększeniu siły wyrazu utworu służy częste posługiwanie się kontrastem - między pięknem krajobrazu a tragedią ludzi, losem ludu petersburskiego i bogatych dworaków, blichtrem dworu i charakterem cara. Fakt, że Szewczenko napisał Sen nie planując jego publikacji sprawił, że w utworze krytyka caratu pojawia się w brzmieniu dosłownym, bez kamuflowania przesłania utworu ani posługiwania się aluzją. 

## Publikacja
Dzieło w momencie napisania nie było przeznaczone do publikacji. Po raz pierwszy ukazało się drukiem we Lwowie w 1865, w Rosji - w 1907. Jedynego przekładu Snu na język polski dokonał Bohdan Łepki.